# Гоплітодром

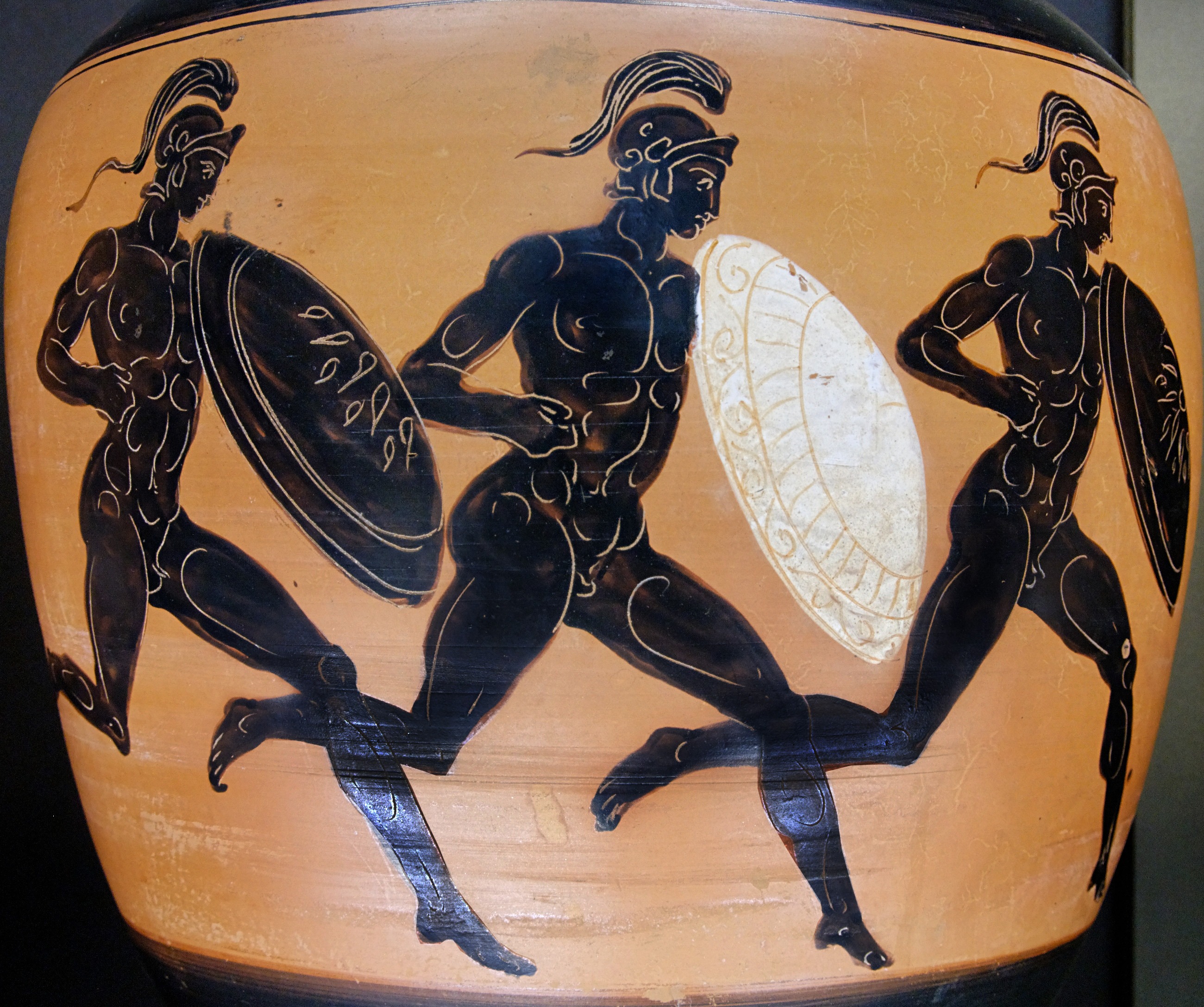
Гоплітодром. Чорнофігурний вазопис з Киренаїки, за 323—322 до н. е. Лувр

Гоплитодро́м (др.дав.-гр. ὁπλιτόδρομος ὁπλιτόδρομος від ὁπλίτης — «гопліт» і δρόμος — «біг») — у Древній Греції вид спортивних змагань: біг у бойових обладунках зі щитом. Входив у програму Панеллінських, у тому числі Олімпійських ігор.

## Історія
Гоплітодром був доданий у програму Олімпійських ігор починаючи з 65-ї Олімпіади, що відбулась у 520 році до н. е., пізніше за інші три види бігу і через 200 років після попереднього. До цього часу гопліти — важкоозброєна піхота — вже близько двох століть домінували на полі бою у війнах давньогрецьких полісів. Першим переможцем у новому виді змагань став Дамарет з Гереї. На наступній Олімпіаді у 516 році до н. е. він знову прийшов першим. У цьому виді змагань слід відзначити і Леоніда Родоського — найвеличніший атлет Античності (чотири перемоги на чотирьох Олімпійських іграх 164—152 років до н. е.). Гоплітодром існував аж до припинення проведення Олімпійських ігор за імператора Феодосія наприкінці IV століття[2].
| Відомі переможці Олімпійських ігор у гоплітодромі | Відомі переможці Олімпійських ігор у гоплітодромі | Відомі переможці Олімпійських ігор у гоплітодромі | Відомі переможці Олімпійських ігор у гоплітодромі |
| Номер Олімпіади                                   | Рік Олімпіади                                     | Переможець                                        | Місто (область) переможця                         |
| ------------------------------------------------- | ------------------------------------------------- | ------------------------------------------------- | ------------------------------------------------- |
| 65 Олімпіада                                      | 520 до н. е.                                      | Дамарет                                           | Герея                                             |
| 66 Олімпіада                                      | 516 до н. е.                                      | Дамарет                                           | Герея                                             |
| 67Олімпіада                                       | 512 до н. е.                                      | Фанас                                             | Пеллена                                           |
| 68 Олімпіада                                      | 508 до н. е.                                      | Фрикій                                            | Пелінна                                           |
| 69 Олімпіада                                      | 504 до н. е.                                      | Фрикій                                            | Пелінна                                           |
| 74 Олімпіада                                      | 484 до н. е.                                      | Мнасей                                            | Кирена                                            |
| 75 Олімпіада                                      | 480 до н. е.                                      | Астіл                                             | Сиракузы                                          |
| 76 Олімпіада                                      | 476 до н. е.                                      | Зопір                                             | Сиракузи                                          |
| 77Олімпіада                                       | 472 до н. е.                                      | […]гий                                            | Епідамн                                           |
| 78 Олімпіада                                      | 468 до н. е.                                      | […]л                                              | Афіни                                             |
| 81 Олімпіада                                      | 456 до н. е.                                      | Лін                                               | Л[…]                                              |
| 82 Олімпіада                                      | 452 до н. е.                                      | Лік                                               | Ларисса                                           |
| 83 Олімпіада                                      | 448 до н. е.                                      | Лікейн                                            | невідомо                                          |
| 99 Олімпіада                                      | 384 до н. е.                                      | Дікон                                             | Сиракузи                                          |
| 109 Олімпіада                                     | 344 до н. е.                                      | Каллікрат                                         | Магнесія-на-Меандрі                               |
| 110 Олімпіада                                     | 340 до н. е.                                      | Каллікрат                                         | Магнесія-на-Меандрі                               |
| 120 Олімпіада                                     | 300 до н. е.                                      | невідомо                                          | Магнесія-на-Меандрі                               |
| 121 Олімпіада                                     | 296 до н. е.                                      | невідомо                                          | Магнесія-на-Меандрі                               |
| 122 Олімпіада                                     | 292 до н. е.                                      | Епераст                                           | Еліда                                             |
| 154 Олімпіада                                     | 164 до н. е.                                      | Леонід                                            | Родос                                             |
| 155 Олімпіада                                     | 160 до н. е.                                      | Леонід                                            | Родос                                             |
| 156Олімпіада                                      | 156 до н. е.                                      | Леонід                                            | Родос                                             |
| 157Олімпіада                                      | 152 до н. е.                                      | Леонід                                            | Родос                                             |
| 170 Олімпіада                                     | 100 до н. е.                                      | Нікокл                                            | Акріон                                            |
| 171Олімпіада                                      | 96 до н. е.                                       | Нікокл                                            | Акріон                                            |
| 177 Олімпіада                                     | 72 до н. е.                                       | Гекатомн                                          | Мілет                                             |
| 215 Олімпіада                                     | 81 н. е.                                          | Гермоген                                          | Ксанф                                             |
| 216 Олімпіада                                     | 85 н. е.                                          | Гермоген                                          | Ксанф                                             |
| 217 Олімпіада                                     | 89 н. е.                                          | Гермоген                                          | Ксанф                                             |
| 229 Олімпіада                                     | 137 н. е.                                         | Елій Граніан                                      | Сикион                                            |
| 235 Олімпіада                                     | 161 н. е.                                         | Мнесібул                                          | Елатея                                            |
| 240 Олімпіада                                     | 181 н. е.                                         | К[…]ктабен                                        | Ефес                                              |
| 241 Олімпіада                                     | 185 н. е.                                         | К[…]ктабен                                        | Ефес                                              |

## Правила
Атлети виступали оголеними (як у більшості інших видів змагань), але з щитом-гоплоном, у шоломі й наколінниках. Загальна вага спорядження перевищувала 22 кг. У середині V століття до н. е. від наколінників відмовилися (через те, що вони обмежували рухи ніг бігунів)[2], а у IV століття до н. е. залишили лише щита. Забіг відбувався на стадіоні, довжина бігової доріжки сягала 600 футів (приблизно 185 м), однак на практиці могла суттєво відрізнятися від цього значення: археологічні дослідження показують результат від 177 м у Дельфах до 225 м у Афродісіасі. Кількість кіл теж могла бути різною: як правило, необхідно було пробігти дві довжини стадіону (туди і назад), однак, наприклад, у Немеї— 4 довжини стадіону, а у Платеї — цілих 15. Для полегшення повороту бігунів на кінцях стадіону встановлювались поворотні стовпи — камптери (дав.-гр. καμπτήρ καμπτήρ)[6]. Гоплітодромом ігри завершувалися.

## Значення
Гарна фізична підготовка та витривалість грецьких воїнів, завдяки в тому числі заняттям із гоплітодрому, позначились під час греко-перських воєн[7]. Так, згідно з Геродотом, на початку битви під Марафоном афіняни й платейці пробігли у повному озброєнні 8 стадій (близько 1,4 км), що відділяли їх від перського війська, що дало змогу атакувати ворога. Сучасні історики висловлюють припущення, що основну частину дистанції вояки могли подолати кроком, перейшовши на біг тільки у зоні дії перських лучників — приблизно 200 м.
Експерименти, які проводили у 1973—1974 роках в Університеті штату Пенсильванія, показали, що біг з імітацією щита у бойовому положенні — на рівні погруддя, — для сучасних атлетів надскладна задача. До цього ж імітація щита важила набагато менше реального гоплона (близько 4 кг), менше було і загальне навантаження на спортсмена (близько 11 кг)[11].